# Schweiz Grand Prix 1952
Schweiz Grand Prix 1952 var det första av åtta lopp ingående i formel 1-VM 1952.  

## Resultat
1. Piero Taruffi, Ferrari, 8+1 poäng
2. Rudi Fischer, Ecurie Espadon (Ferrari), 6
3. Jean Behra, Gordini, 4
4. Ken Wharton, Frazer-Nash-Bristol , 3
5. Alan Brown, Ecurie Richmond (Cooper-Bristol), 2
6. Emmanuel de Graffenried, Enrico Platé (Maserati-Platé)
7. Peter Hirt, Ecurie Espadon (Ferrari)
8. Eric Brandon, Ecurie Richmond (Cooper-Bristol)

### Förare som bröt loppet
- Prince Bira, Gordini (Simca-Gordini-Gordini) (varv 52, motor)
- André Simon, Ferrari[1]
- Nino Farina, Ferrari[1] (51, tändfördelare)
- Harry Schell, Enrico Platé (Maserati-Platé) (31, motor)
- Stirling Moss, HWM-Alta (24, drog sig tillbaka)
- Lance Macklin, HWM-Alta (24, drog sig tillbaka)
- Robert Manzon, Gordini (20, kylare)
- Nino Farina, Ferrari[2] (16, tändfördelare)
- Peter Collins, HWM-Alta (12, bakaxel)
- George Abecassis, HWM-Alta (12, bakaxel)
- Hans Stuck, AFM-Kuchen (4, motor)
- Toni Ulmen, Toni Ulmen (Veritas) (4, bränsleläcka)
- Louis Rosier, Ecurie Rosier (Ferrari) (2, olycka)
- Max de Terra, Alfred Dattner (Simca-Gordini-Simca) (1, tändfördelare)

### Förare som ej startade
- Maurice Trintignant, Ecurie Rosier (Ferrari) (motor)